# Fukuzawa Yukichi

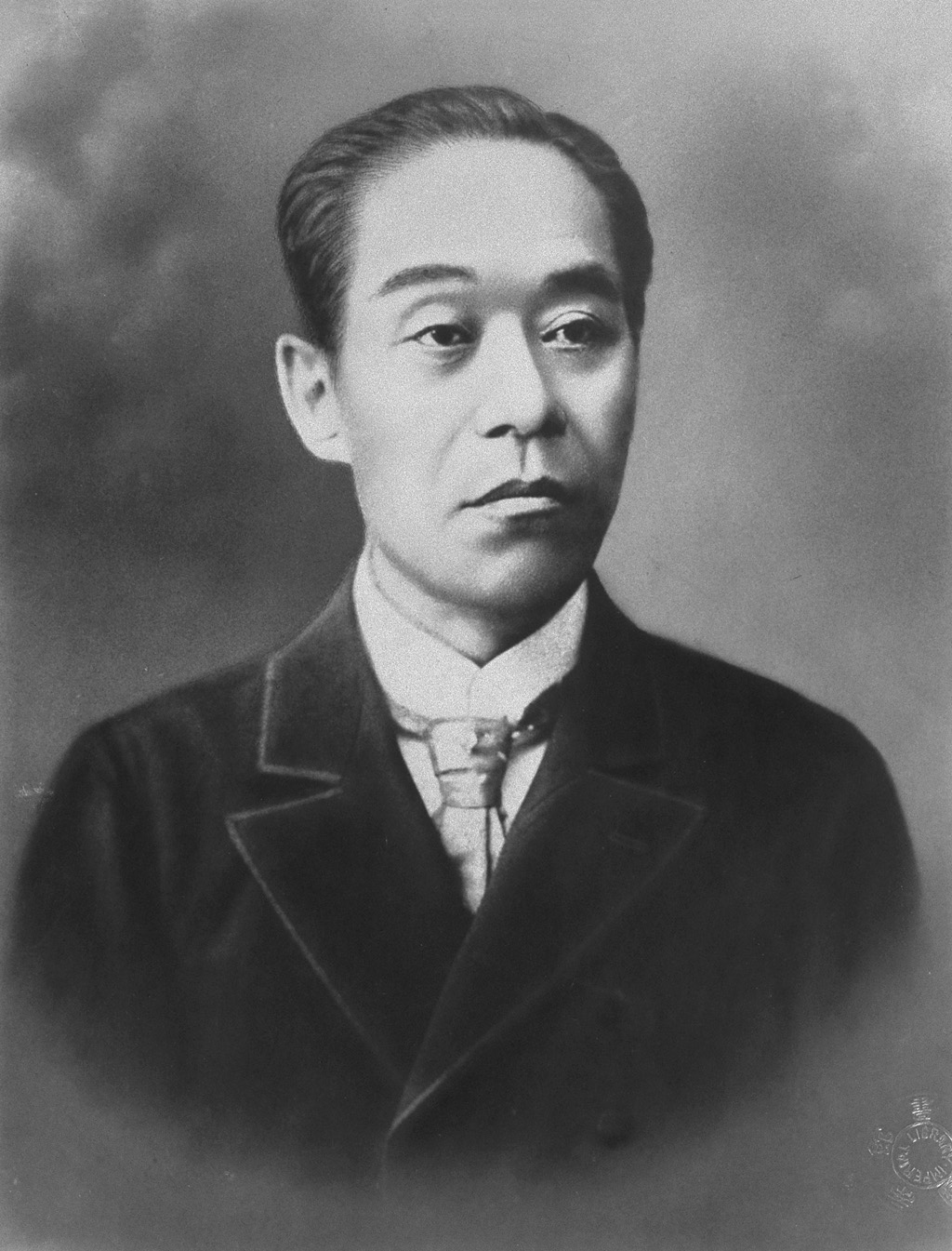
Fukuzawa Yukichi

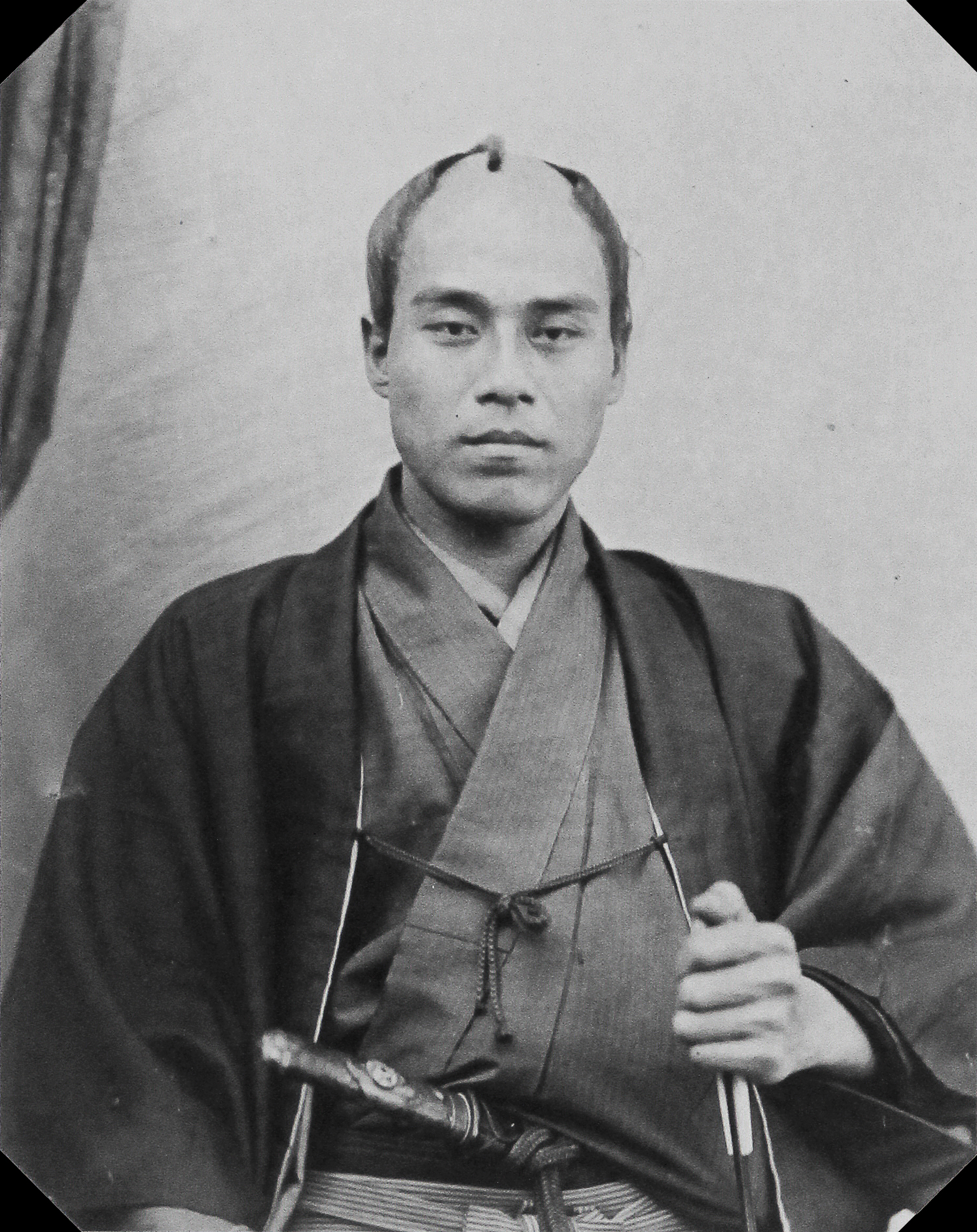
Fukuzawa Yukichi im Muséum national d’histoire naturelle, Paris (1862).

Fukuzawa Yukichi (japanisch 福沢 諭吉 Fukuzawa Yukichi; * 10. Januar 1835 in Ōsaka; † 3. Februar 1901 in Tokio) war ein japanischer Autor, Übersetzer und politischer Philosoph. Er gilt als einer der großen Intellektuellen der Meiji-Restauration, der eine entscheidende Rolle bei der Modernisierung Japans spielte.

## Leben
Fukuzawa Yukichi wurde 1835 als Sohn einer dem Landesherrn von Nakatsu (heute in der Präfektur Ōita) dienenden verarmten Samuraifamilie in Ōsaka geboren. Seit dem Ende des 18. Jahrhunderts gab es im Fürstenhaus Okudaira ein starkes Interesse an den sogenannten Hollandstudien (Rangaku). 1853, kurz nach der Ankunft des amerikanischen Commodore Matthew C. Perry, der die Öffnung des Landes verlangte, wurde Fukuzawa nach Nagasaki geschickt, wo es im Umfeld der VOC-Handelsniederlassung Dejima gute Gelegenheiten gab, die Sprache, Kultur und Technik der Niederländer zu studieren. Ein Jahr später zog er nach Ōsaka, um in der berühmten Tekijuku Schule des Arztes und Holland-Kundlers Ogata Kōan seine Sprachkenntnisse weiter zu vervollkommnen. 1858 wurde er in die Edo-Residenz des Fürstenhauses Okudaira geschickt. Hier unterrichtete er die Samurai (d. h. Beamten) in der niederländischen Sprache.
Im folgenden Jahr öffnete Japan drei Häfen für ausländische Schiffe, und Fukuzawa reiste nach Kanagawa, um sich die Fremden einmal anzusehen. Zu seinem Erstaunen sprachen fast alle Englisch anstatt Niederländisch, weshalb er begann, die englische Sprache zu erlernen. Da es seinerzeit kaum Hilfsmittel gab, waren die Fortschritte bescheiden.

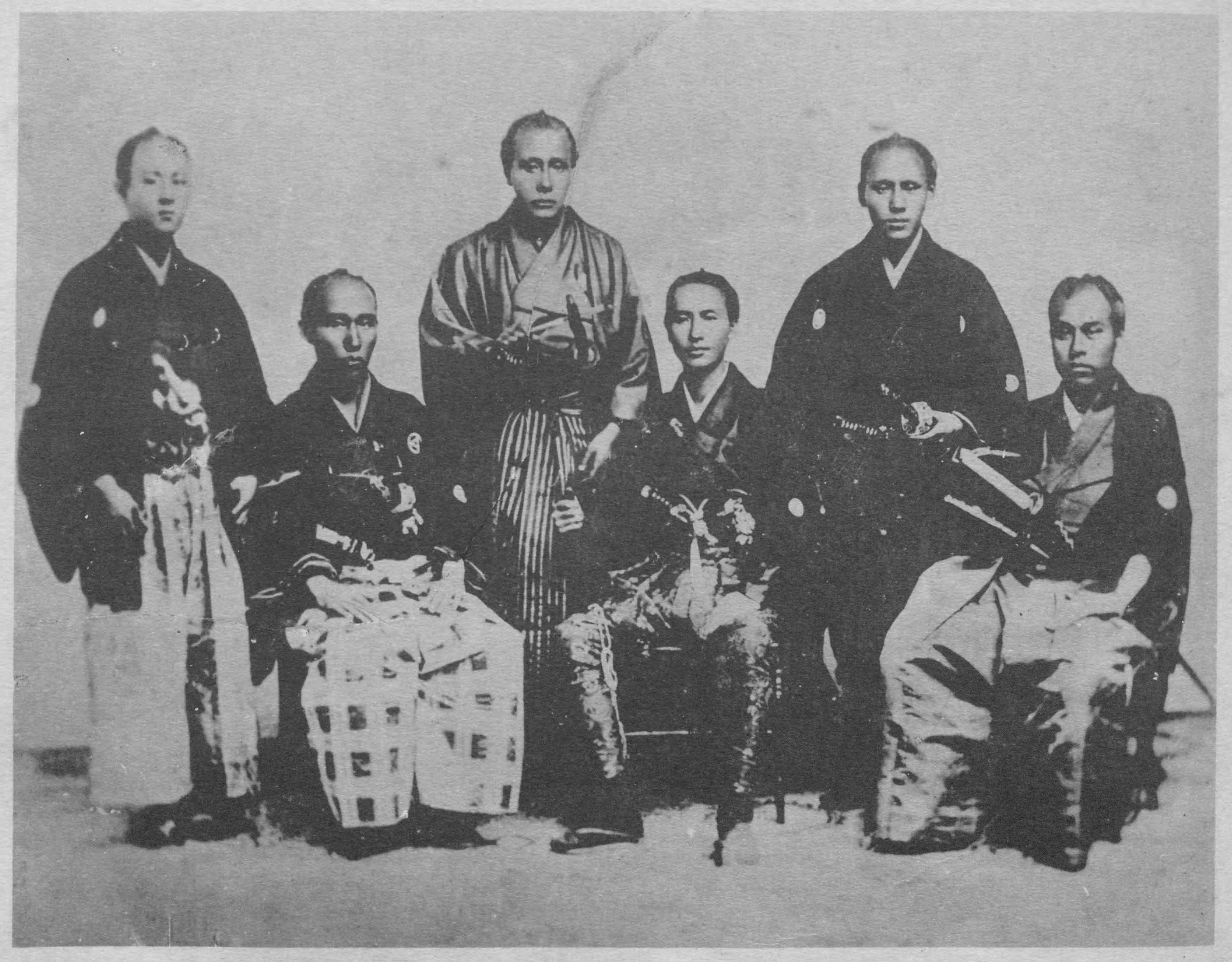
Mitglieder der japanischen Gesandtschaft in die Vereinigten Staaten auf der Kanrin Maru (1860). Fukuzawa Yukichi sitzt auf der rechten Seite.

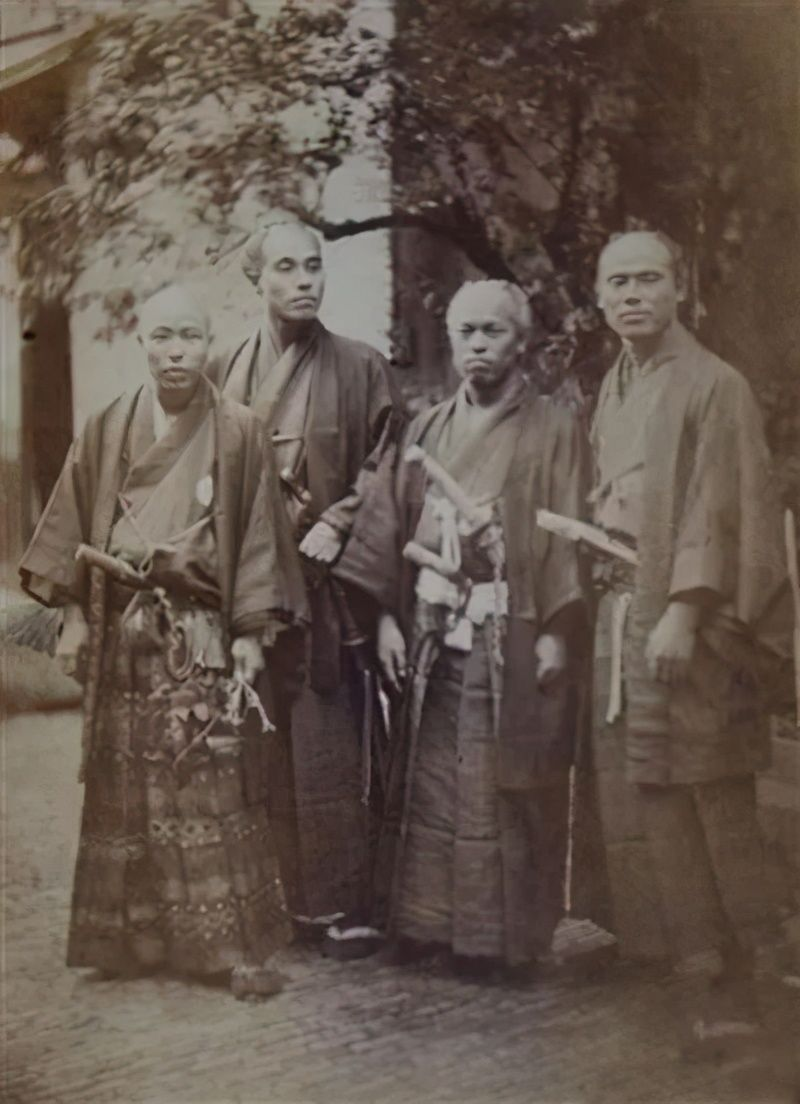
Mitglieder der ersten japanischen Gesandtschaft nach Europa 1862 in Utrecht. Fukuzawa Yukichi ist der zweite von links.

Als einer der ersten Japaner reiste er 1860 in die USA und 1862 als Übersetzer und Mitglied einer Regierungsdelegation nach Europa. Seine Erfahrungen mit dem Westen und sein neu erworbenes Wissen über den Westen hielt er zwischen 1866 und 1869 in „Verhältnisse im Westen“, Seiyō Jijō (西洋事情), fest. In diesen Bestsellern schilderte Fukuzawa zum einen alltägliche Institutionen wie Krankenhäuser, Bahnhöfe, Postämter usw., zum anderen fügte er seinen deskriptiven Ausführungen eine japanische Übersetzung von Chambers’ Political Economy bei, einem Wirtschaftslehrbuch, das seine eigenen Ideen sehr prägte. Es stellt eine Art Brücke zwischen seinen Studien der Hollandwissenschaften und seinen ersten eigenen normativ-aufklärerischen Werken dar, die er Anfang der 1870er, im ersten vollen Jahrzehnt der Meiji-Restauration, schrieb – und die mit vielen anderen aufklärerischen, westlich beeinflussten Aktivitäten einhergingen.

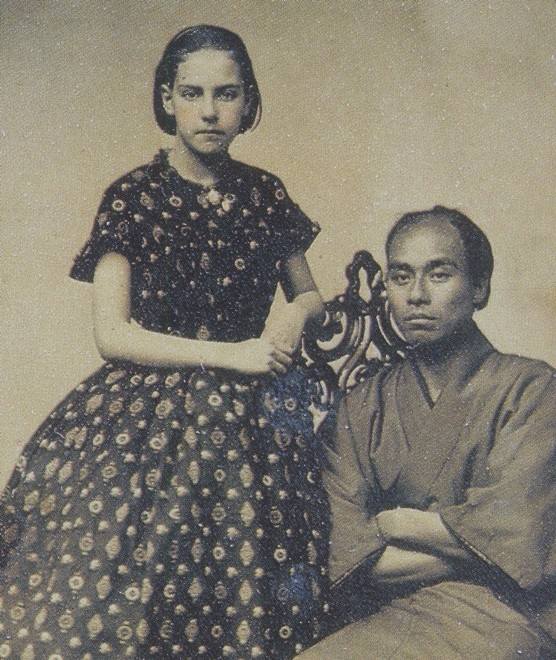
Fukuzawa Yukichi mit Theodora Alice Shew, der Tochter des Fotografen William Shew, in San Francisco, 1860.

Er hielt sich zwar aus dem politischen Leben und von Regierungsposten fern; dafür begann er ab 1868, mit Beginn der Meiji-Restauration, seine Ideen in verschiedenen Zeitungen zu publizieren, wurde Mitglied einer der ersten Intellektuellengemeinschaften Japans, der Meirokusha, gründete die Keiō Gijuku (慶應義塾), eine Privatschule mit öffentlichem Charakter, geführt nach dem Vorbild der englischen public schools. Es ist überliefert, dass er in den Unruhen 1868 seine Studenten ermahnte, zu studieren, statt sich mit dem Schwert für den neuen Staat einzusetzen. Anlässlich einer Schulgründung in Nakatsu verfasste er 1872 zusammen mit Obata Tokujirō einen ‚Aufruf zum Lernen’ (Gakumon no susume 学問のすゝめ), den er bis 1876 auf insgesamt 17 Teile expandierte. 1875 folgte der „Abriss einer Theorie der Zivilisation“, Bunmeiron no gairyaku (文明論之概略). Besonders diese beiden Werke, aber auch seine frühen Schriften bildeten das Rückgrat der japanischen Aufklärungsbewegung in den späten 1860ern und in den 1870ern. Ihre Inhalte – westliche Ökonomie, Philosophie und Politik – und die weiterer Bücher über liberale westliche Gesellschaftstheorien wurden in seiner Schule vermittelt, die 1890 den Status einer Universität (Keiō-Universität) erhielt. Fukuzawa selbst wandelte sich in den 1880ern und 1890ern nach und nach vom liberalen Aufklärer zum Nationalisten, vielleicht sogar zum Ultranationalisten, und plädierte für die Abkehr Japans vom Rest Asiens. Dies findet seinen Ausdruck in dem 1885 anonym erschienenen Leitartikel Datsu-A-Ron (脱亜論 ‚Raus aus Asien‘), der ihm zugeschrieben wird. Eine Passage daraus wurde 1999 von der deutschen Wochenzeitung Die Zeit unter der Überschrift „Worte des Jahrtausends“ zitiert. 1901 starb er im Alter von 66 Jahren.

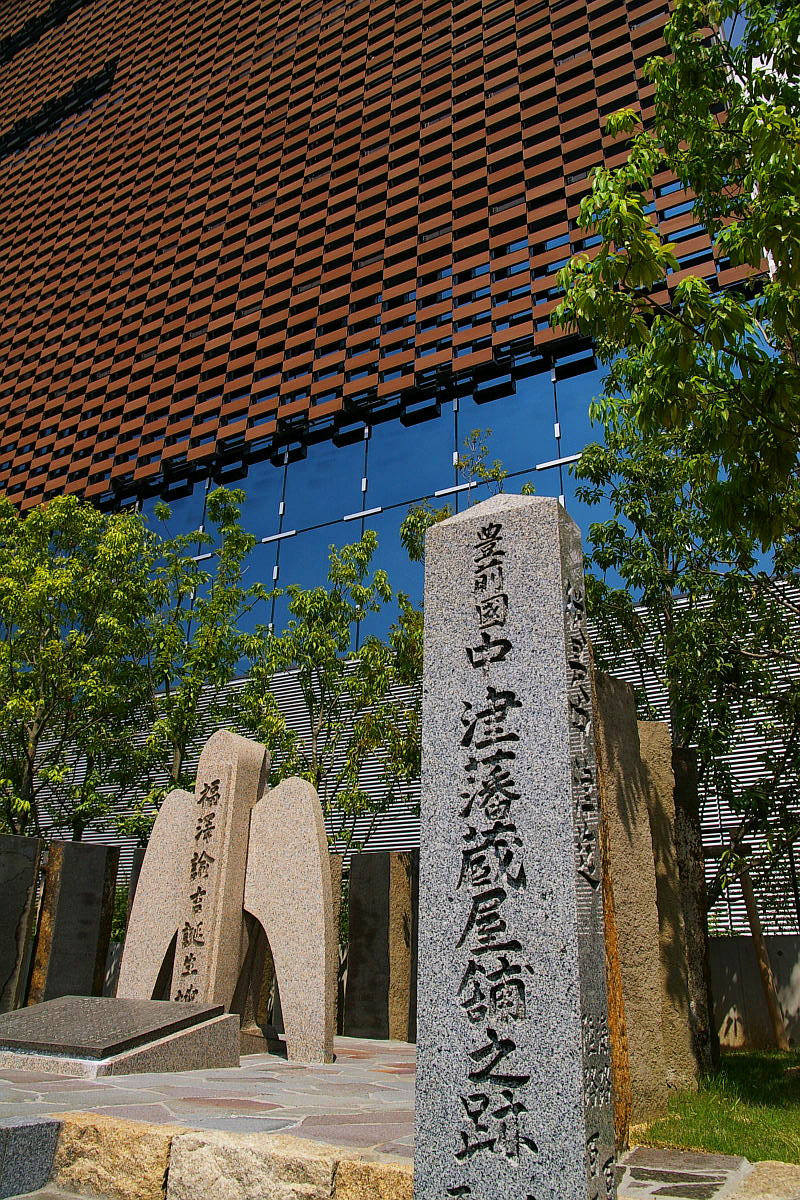
Denkmal an der Stelle des Nakatsu-Han-Lagerhauses in Hotarumachi, wo Fukuzawa Yukichi geboren wurde

Ein Porträt Fukuzawas ziert heute den japanischen 10000-Yen-Schein, die größte Banknote Japans.

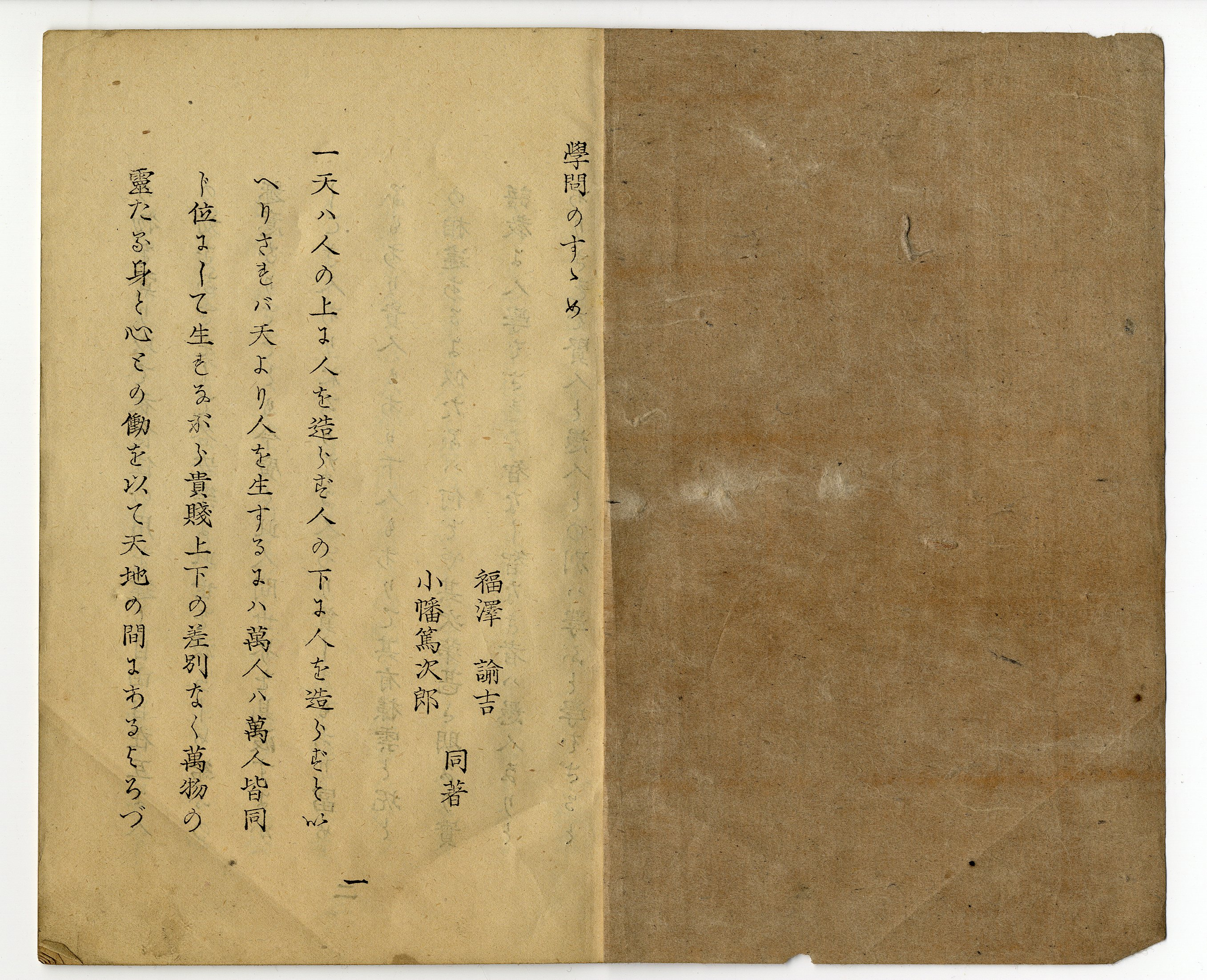
Erste Seite der Erstausgabe des „Aufrufs zum Lernen“ (Gakumon no susume, 1872)

## Schriften
- Eine autobiographische Lebensschilderung. Übers. von Gerhard Linzbichler in Gemeinschaftsarbeit mit Hidenao Arai u. a. Tokyo: Keio-Gijuku-Universität, 1971.
- Kleidung, Speisen und Wohnen im Westen. Übers. von Yvonne Guckelsberger. Berlin: Mori-Ôgai-Gedenkstätte der Humboldt-Universität zu Berlin, 2008.